# Đelo Jusić
Đelo Jusić (Dubrovnik, 26. siječnja 1939. – Zagreb, 31. svibnja 2019.), bio je hrvatski skladatelj, gitarist, aranžer i dirigent.
Đelo Jusić najpoznatiji je po brojnim velikim domaćim djelima zabavne, ali i ozbiljne, uglavnom orkestralne glazbe. Aktivan od 1958. godine kada osniva ansambl Orkestar Đela Jusića. Godine 1961. utemeljio je vokalno-instrumentalni sastav, Dubrovačke trubadure. Njegova glazbena djela izvodili su brojni domaći izvođači od kojih su neki Tereza Kesovija, Oliver Dragojević, Ibrica Jusić, Frano Lasić, Ivo Pattiera, Milo Hrnić, Paula Jusić i mnogi drugi. Zabilježio je brojne uspjehe na Splitskom i Zagrebačkom festivalu, sa skladbama "Dalmatinski lero", "Zapjevajmo prijatelji", "Mladosti, moja lijepa radosti", "Volim te budalo mala", "Zagrljeni", "La musica di notte", "Stare ljubavi", "Sinoć sam htjela" i druge.
Kao dirigent Đelo Jusić je nastupao na najpoznatijim koncertnim pozornicama, a njegov skladateljski rad proteže se i na orkestralnu (suita Dubrovački kantuni), vokalno-instrumentalnu (oratorij De civitate libertatis veritas), scensku (mjuzikl Dundo Maroje), filmsku i televizijsku glazbu (Zlatna arena za glazbu u filmu Dubrovački suton, 1999.). Snimio je i nekoliko CD-a zajedno s dubrovačkim klapama Ragusa i Maestral. Dobitnik je mnogobrojnih nagrada i priznanja.

## Životopis
Đelo Jusić rodio se 26. siječnja 1939. u Dubrovniku, gdje je odrastao i započeo školovanje. Njegovi roditelji su se 1928. doselili iz Prozora, selo Duge. Stariji je brat poznatog hrvatskog glazbenika Ibrice Jusića. U rodnom gradu našao je izvore i nadahnuća za svoju glazbu, te je oblikovao individualni i prepoznatljivi oblik u melodijskom, harmonijskom i stilskom izražaju svojih popularnih glazbenih dijela. Ona pripadaju mediteranskome glazbenom stilu hrvatske zabavne glazbe s kojima je dao veliki i vrijedan doprinos hrvatskom glazbenom stvaralaštvu a neka od njih su "Jedan dan" (pjesma Eurovizije 1968.), "Pusti da ti leut svira", "Dalmatinski lero", "La musica di notte", "Dobro jutro, Margareta", "Stare ljubavi", "Znam da ima jedna staza", "Sve se vraća, sve se plaća", "Volim te budalo mala" i mnoge druge.
Skladanjem se počeo baviti tijekom 1960-ih godina, a u to vrijeme osniva vokalno-instrumentalni ansambl Dubrovački trubaduri s kojima je obišao zemlju i svijet. Također je utemeljio i dječji zbor Mali raspjevani Dubrovnik. Osim što je snimao za Croatia Records (tada Jugoton), tu su još i mnoge svjetske nakladničke kuće poput Columbia, CBS, Parlophone, Electrola, Supraphone, Ensemble Electonicue i mnoge druge. Njegova diskografija ima 80 gramofonskih ploča i 20 CD izdanja na kojima se nalazi preko 1000 skladbi i za koja je dobio desetak zlatnih i platinastih ploča.
Od 1970. do 1975. godine bio je na mjestu dopredsjednika Udruženja muzičkih radnika Hrvatske Croatia-Concert u Zagrebu, a 1975. godine postaje predsjednik. U Šibeniku je četiri godine bio selektor Međunarodnog dječjeg festivala. Kao dirigent Đelo Jusić nastupao je na mnogim festivalima u zemlji i inozemstvu, vodeći velike revijske i simfonijske orkestre po gradovima Berlinu, Drezdenu, Lenjingradu, Moskvi, Varni, Vatikanu, Splitu, Zagrebu, Sarajevu i na Dubrovačkim ljetnim igrama. Dirigiranje je izučio kod maestra Lovre von Matačića. U skladateljskom radu imao je velikog uspjeha u oratorijskoj, kazališnoj, filmskoj i dječjoj glazbi.

### Domovinski rat
Od 1975. do 1990. godine živio je u Zagrebu, da bi se potom vratio u rodni grad. U Dubrovniku je proveo čitavo vrijeme Domovinskog rata, gdje je za vrijeme okruženja organizirao humanitarne i prigodne božićne i novogodišnje koncerte. Također je aktivan i u ratnom kriznom stožeru Grada i čitavo vrijeme neumorno sklada. U svibnju 1992. nazočan je u službenoj audijenciji kod Sv. Oca Ivana Pavla II u Vatikanu, zajedno s dječjim zborom Mali raspjevani Dubrovnik. U vrijeme Domovinskog rata skladao je nekoliko vrlo popularnih budnica "Kad zazvone dubrovačka zvona", "Sveti Vlaho, molitve naše čuj" i druge, a također je skladao suitu "Dubrovački kantuni" koju je s Dubrovačkim simfonijskim orkestrom snimio na CD-u.
Uz autore tekstova i stihova tadašnjeg dubrovačkog biskupa msgr. Želimira Puljića i akademika Luka Paljetka, skladao je oratorij "De civitate libertatis veritas (Istina o gradu slobode)". Ovo djelo godinama se tradicionalno izvodilo na dan 6. prosinca kada je Dubrovnik najteže razaran, a od 1995. godine izvedeno je u Splitu, Steyru, Beču i Zagrebu, gdje je s oratorijem otvorena manifestacija "Pasionska baština" u Koncertnoj dvorani Vatroslava Lisinskog. Godine 1997. uz izravan satelitski prijenos oratorij je izveden na Dubrovačkim ljetnim igrama.

### Smrt
Preminuo je u Zagrebu, 31. svibnja 2019. godine, nakon duge i teške bolesti.

## Doprinosi i nagrade
- Stalni je dirigent Dubrovačkog simfonijskog orkestra s kojim je snimio 4 CD-a.
- Laureat je mnogih festivala Split, Zagreb, Opatija, Pula.
- Od 2000. godine do danas Jusićev balet Dubrovački kantuni izveden je u Parizu, Bruxellesu, Strasbourgu, Pragu, Ljubljani, Podgorici, Splitu, Sarajevu i Zagrebu.
- U 2003. godini izvedena su mu dva kapitalna glazbena djela naručena od Ministarstva kulture kanton Sarajevo: balet Katarina-bosanska kraljica te oratorij Srebrenički inferno izveden pred bivšim predsjednikom SAD-a Billom Clintonom.
- U prosincu 2003. godine praizveo je s dubrovačkim simfoničarima Koncert za fagot i orkestar (solist Matija Novaković).
- U stankama velikih projekata skladao je i snimio 3 CD-a s dubrovačkim klapama Raguza i Maestrali.
- Na natječaju Turističke zajednice Hrvatske dobio je i plasirao propagandnu skladbu "Lijepa naša Hrvatska".

Nagrade
- 1997. - Dobitnik Porina.
- 1999. - Dobitnik je Zlatne Arene na Filmskom festivalu u Puli
- 2007. - Dobitnik Porina za životno djelo.
- Dobitnik je nagrade Ivan pl. Zajc za najbolji mjuzikl Dundo Maroje.
- Dobitnik je Zlatnog prstena emisije Radio Zagreba "Pomorska večer".
- Ukazom Predsjednika Republike nagrađen Odličjem Reda Danice s likom Marka Marulića.
- Dobitnik je Ruke Svetog Vlaha povodom 40. godišnjice umjetničkog djelovanja.
- 2017. dobio je nagradu Dubrovačko-neretvanske županije za životno djelo
- 2019. dobio je nagradu grada Dubrovnika za životno djelo.

## Popis djela

### Orkestralna djela:
Suita Ragusina — Koncert za obou i orkestar, 1990.; Dubrovački kantuni, orkestralna suita, 1992.; Koncert za gitaru i orkestar, 1997.; Koncert za fagot i gudače, 2001.; Koncert za klarinet i orkestar, 2003.; Orkestralna suita, 2013.; Koncert za cello i orkestar 2018.

### Ozbiljna, kazališna i filmska glazba:
De civitate libertatis veritas (Istina o gradu slobode), oratorij za mezzosopran, recitatora, zbor i orkestar (msgr. Ž. Puljić i akademik L. Paljetak), 1993.; Srebrenički inferno, oratorij (Dž. Latić), 2003.  Dundo Maroje, mjuzikl (libreto prema M. Držiću M. Fotez i S. Stražičić), 1972.; Kišobran za dvoje, dječji musical (G. Brajović, 1977.; Dubrovački kantuni (prema orkestralnoj suiti, libreto G. Grojer), 1999.; Katarina, bosanska kraljica, balet (libreto G. Gojer), 2003.; Dan od Amora, musical (libreto L. Paljetak), 2004.; Andaluzija, opera (libreto Dž. Latić), 2013. — Scenska glazba: Anonim: Ljubovnici, Ugo Betti: Zločin na kozjem otoku, Duško Roksandić: Kula babilonska, Anonim.: Kad je žena nema, August Strindberg: Gospođica Julija, Marin Držić: Grižula, Luko Paljetak: Bastion, Johann Wolfgang Goethe: Ifigenija na Tauridi, Ivo Vojnović: Maškarate ispod kuplja, Tennessee Williams: Staklena menažerija, Ivan Cankar: Sablazan u dolini Šentflorjanskoj, Miroslav Krleža: Gospoda Glembajevi, Kraljevo, Dubravko Jelačić Bužimski: Ponoćna igra, William Shakespeare: Hamlet — Glazba za film i televiziju: Moja strana svijeta (1969., red. Vlatko Filipović, produkcija: Bosna film); Predstava Hamleta u selu Mrduša Donja (1973., red. Krsto Papić, produkcija Jadran film); Libar Marka Uvodića (1973. red. Daniel Marušić, tv serija, produkcija TV Zagreb); Čovik i po (1974., red. Daniel Marušić, tv serija, produkcija RT Zagreb); Dubrovački suton (1999., red. Željko Senečić, produkcija: Patria film)

### Popularna, zabavna, klapska i dječja glazba:
A ja sam te sanjao; A joj; Ako dobijem brata; Ana–Maria; Anđele moj; Anđeli; Auto– stop; Avantura; Ave Maria no morro; Balada o zelenom kralju; Barčice male; Bidi so mene; Bilo je gala; Bilo je lijepo; Bilo je ljeto; Bit ću sve što želiš; Bravo škola; Buža u mom srcu; Casanova; Con sordino; Cvijet života mog; Ča smo na ovom svitu; Čekala Ana kapetana; Čin čin; Čiope nad gradom; Ćakule; Dalmacija kući zove; Dalmatinski lero; Da proplaču crne oči; Da sam te prije srela; Da se kladimo; Da si samo malo bliže; Da te nema; Daj mi poljubac; Daj mi ruku; Dalmacija kući zove; Dečki iz razreda; Djeca mogu zvijezde taći; Dječače moj; Dječak Mišo; Dječja ljubav; Dječja radost; Dječji snovi; Djed Mraz; Djevojčice i dječaci; Djevojka mlada; Dobri moj ćaća; Dobro jutro; Dobro jutro, maleni; Dobro jutro Margareta; Dođi bar jednom na kavu; Dođi mala da ti nešto kažem; Dok opraštaš drugima; Dok sam tebe ljubio; Dolaze nam karnevali; Dora s Jaruna; Dosta da se pogledamo; Dubrovačka dječica; Dubrovačka zvona; Dubrovački intermezzo; Dubrovački suton (Nikog više ne čekam); Dubrovniče pozdravi ravnicu; Dundo Pero; Dundo Toni; Dva lista; Dvadeset nikada više; Dvije priče; Dvoje; Đe ste sada naše gospođe; Eci peci pec; Emina; Evo me moj anđele; Fantazija; Ferale stari; Festa, festa; Festina lente; Fliperi; Fortuna; Forza maestro; Frane moja; Gdje si, srećo mladosti; Gladni mačak; Glavni kauboj; Glumac; Godine lijepe, godine lude; Gosparu otvori dvore; Gospođa s tisuću srca; Grad čarobnjak; Gusar s Porporele; Haj’mo djeco Bogu svome; Harakiri; Hej mama, hej tata; Homo svi u maškare; Hrvatsko; Hvala tebi za sve dane; Hvala ti za sve; Hvali more drž se kraja; I da jesam pa što zato; Idemo se kupati; Ili, ili; Ima nešto jače; Ima nešto u tom ljetu; Ima sunca za sve nas; In memoriam; In vino veritas; Insegniami d’amare; Ja sam stari rocker; Ja se vraćam doma; Ja, dugi nos; Jasmina; Jedan dan; Jedi, jedi još; Jedina žena na svijetu; Jednog lijepog dana; Još jedan dan; Još se srce umorilo nije; Još u meni vatre ima; Julijan; Kad bi ovo plavo more; Kad bi vi znali moja gospođa; Kad bih znao tko te noćas ljubi; Kada jednom budeš sama; Kada odeš; Kad mi kažeš da me ne voliš; Kad pjesmom Boga ljubimo; Kad sam bio mali; Kad sam s tobom; Kad se jednom rastanemo; Kad se vara; Kad zapuše jugo; Kad zazvone dubrovačka zvona; Kako djeca spavaju; Kako je lijepo biti dijete; Kako je u starom kraju; Kako se kaže; Kako se može štedjeti, mama; Kako se zoveš; Kamo idu curice; Katarinčice; Kauboj sam ja; Kaubojka Marta; Kišobran za dvoje; Klapa i gitara; Kokolo; Konavle moje; Konavočica; Kostajni; Kraljice mira; Kukavica; Kupit ću knjigu; Kutija koja pokazuje kakvo će biti vrijeme; Lane moje; La musica di notte; Lastavice male; Letjela su dva galeba; Leut; Lice lijepo, lice lažno; Lijepa naša Hrvatska; Lijepo ime Vino; Lili i limač; Linđo; Lipa zavidnost; Lipo si mi svitovala mati; Luda mladost; Luda pjesma; Ludo moja; Lukrecija; Lula starog kapetana; Lutkica na dar; Ljeta luda; Ljetna kiša; Ljetni đir; Ljeto; Ljubav je ljubav; Ljubav je ljubav; Ljubav je svijetlo; Ljubavi moja; Ljubavna; Ljubiš jednom il’ nijednom; Ljubomora; Ljulja se grad; Ljuven zov; Mačka kod frizera; Madonna della seggiola; Magnificat; Majčina ruka; Majčina suza; Majke pune ljubavi; Majko, majčice; Male pčele; Mali ribar; Mali Šime; Malo je radosti; Mama moja; Mamina dijeta; Mareta; Marinero; Mate, Mate, Mateo; Materino pismo; Miholjice; Mi prepuni smo ljubavi; Mir; Mi sanjamo iste snove; Mi smo djeca starog grada; Mi smo tres, tres, tres; Mi smo zafrkanti; Mir nam Gospodine udijeli; Mir nam svima treba; Misli; Mladosti moja; Mladosti, moja lijepa radosti; Moj dragi tata; Moj kraju voljeni; Moj mezimac; Moja Ane broji dane; Moja mala pjesmo; Moja Meri iz Trogira; Moja gospođa; Moja je djevojka obična; Moja prva zagrebačka ljubav; Moja Roza Namuroza; Moja tajna; Moja te ruka traži; More je moja sudbina; More me zove; Na jidrenju; Na Marjanu jubav; Na Porporeli; Na Stradunu; Najbolje je kad si mlad; Najdraža leta; Najljepša žena si ti; Najljepši dan; Naša župa dubrovačka; Naše kolo; Nauči nas Marijo; Neću misliti na te; Ne čekaj me ti večeras; Ne daj im da nas rastave; Ne diraj u stare rane; Neka ljubav i mir; Ne ljubi sanjalicu; Nema meni do tebe; Ne odlazi; Ne plači materino čedo; Ne tuguj moja ljubavi; Nek’ začkomi violina; Nek’ svi lipo gredu kvragu; Nek’ zapjeva stara klapa; Neka ljubav i mir; Neka oči govore; Nema meni do tebe; Nema više stare klape; Nema više stare škole; Nemam te; Nemoj da od drugog saznam; Nemoj Kate; Ne skrivaj od mene svoje lice; Neusnule noći; Neustrašivi kauboj; Ne traži me; Nisam znala; Ni meni ni tebi; Nije bilo lako; Nije mene briga; Nikad kao noćas; Nikad nisi samo moja; Nikad više; Nikoleta, Nikoleta; Nina nana; Nisam te znao voljeti; Nisi fer; Ništa se promijenilo nije; Ništa više nije isto; Nitko kao ti; O, sveti Vlaho; Odlaziš; Oj djevojko, dušo moja; Oj, vrapčiću; Ona i prijatelj moj; Opća opasnost; Oprostit ću, zaboraviti neću; Orlando sanja; Ostali smo prijatelji; Otvori draga prozor; Pačji problem; Palačinke; Pax tibi, Marin, Evangelista meo; Pendo visi, pendo sja; Pere moja; Peskarija; Petar voli Anu, Ana voli Petra; Picigin; Pioniri, pioniri; Pjesma koja nije važna; Pjesma mora me zove; Pjesma naše lude mladosti; Pjesma ova sanjar stari; Pjesma puni život moj; Plači gitaro; Plava vila; Plesačica; Pobijedit će ljubav; Pogled što se pamti; Pogledaj me u oči; Poleti ptičice, poleti; Poljubaca, poljubaca; Poljubi me; Poljubi me s obje bande; Ponoć nad gradom; Poskočica; Poslije tebe, poslije mene; Pošla Mara u likara; Povej mi sestra; Pozdrav; Poziv na ples; Praštam ti dušo; Pravi prijatelji; Pričaj mi bilo što; Prijatelji; Prijatelji stari; Privlače me usne tvoje; Probudi se; Probudi se grade; Proći će jednom ovi dani; Prolazi život; Pruži mi svoju ruku; Pružimo ruke; Ptići gundulići; Pusti da te ljubim; Pusti da ti leut svira; Pusti me da odem; Pusti me na miru; Radosno more; Rock na plaži; Rotkvica — Inspektor policajac; Rotkvica — Sve se vrti, sve se kreće; Ružo moja, cvijete sveli; Sad je vrijeme od veljuna; Samo ja, samo ti; Samo mati, uvijek mati; Samo sunce, samo more; Samo ti, Bože; Sancta Maria; Sanjala sam; Sanjarenje; Sastala se stara klapa; Serenada Dubrovniku; Serenade; Shvatit ćeš me; Sigurnom rukom Bog nas vodi; Sinoć sam htjela; Sjećanje; Sjećaš li se mene Ana; Slavimo Gospodina; Slijedi me; Slika mornara; Slušam samo more; Smrt slavnog miša; Spasit će nas ljubav; Spava mali Bog; Spavaj draga; Spavaj, spavaj mili moj; Spavalica; Srce u oluji; Srebrna cesta; Sreću čine male stvari; Sretan Božić; Sretna dubrovačka djeca; Sretno vam sve; Stare ljubavi; Stari dundo; Stiha, stiha povedaj mi mati; Strašljivo pače; Strepnja; Subotnja noć; Sunce moje; Sunce, sunce; Svaki dan; Sva su moja proljeća u meni; Sve do jučer; Sve se vraća, sve se plaća; Sveti Franjo Asiški; Svi molimo kao Marija; Svi smo mi jedno; Šalom Judit; Šalom Sara; Šetnja Zagrebom; Škola za skitnice — Fifinelina tužaljka; Špica; Što je ostalo od ljubavi; Što te nema, gdje si sada; Ta jedna stara pjesma; Tandara mandara; Tanja; Tarantela za starog clowna; Tebe nigda nigda nisem mel; Tebe nitko ljubit neće; Ti imaš sve manje vremena za mene; Ti lijevo, ja desno; Ti si fantastičan; Ti si kriv; Ti si moj grijeh; Ti si moja prva ljubav; Ti, odluči ti; Tišina na Lokrumu; Tko me je majko budio; Tko se tuče, taj se voli; Tko za ljutnju danas mari; To bih ja; To je bila samo avantura; To je ljubav; To je pogled što se pamti; To je zemlja gdje smo rasli; To može samo žena koja ljubi; To sam ja; Tovar gre; Trajna nina nena; Tražim te, trebam te; Trebam te; Tropske ribice; Trubadurska serenada; Tu dum, ti dum, ti dam; Tu odluči, ti; Tvoje su ruke u mojoj kosi; U đardinu; U ime generacije; U ljetnu noć; U svakom slučaju te volim; Uspavanka; U te sam se zaljubila; Uvijek kad se zaljubim; Uz gradele; V leta sam zašel; Velika spavalica; Veseli trubači; Veselju nema kraja; Vinodole; Violeta; Više nikad nas dvoje; Viteška; Vjera; Vjerujem u čudo; Vjeruj mi dušo moja; Volim te; Volim te budalo mala; Voljela sam sve što i on voli; Voljela bih da te nisam srela; Vrabac; Vraćam se usnulim poljima; Vragolan; Vrata doma mog; Vrati mi se Marieta; Vrati mi vjeru, vrati mi sreću; Za ljepši Maksimir; Za stolom ljubavi; Za vijeke vjekova; Zaboravi ako možeš; Zabreg iz zabrega; Zag–Zagi–Zagreb; Zagrebačka legenda — Da si znala… Zagrebačka legenda — Učini čudo Bože; Zagrepčanke; Zagrli me snažno; Zagrljeni; Zaljubi se u mene; Zaljubio sam se u skitnicu; Zapjevajmo prijatelji; Zar da opet budem sam; Zar ljubav ti ne znači ništa; Zar to plačem zbog ljubavi; Zaspao bih noćas; Zašto je tako moralo biti; Zašto me čekaš; Zašto sklapaš oči kad te ljubim; Zbog jedne ljubavi nove; Zipka; Znam da ima jedna staza; Zvjezdice ; Zvoni zvono od zvonika; Žalba; Život je iznenađenje; Život je lijep; Život nam je darovan; Život nije bajka; Život nije mašta; Župski karnevo.

## Vanjske poveznice
- www.porin.info – Dobitnici nagrada za životno djelo: Đelo Jusić (životopis)  Arhivirana inačica izvorne stranice od 29. listopada 2013. (Wayback Machine)
- www.gloria.hr – Snježana Dragojević Harapin: »Aktivno koristim više od 50 lula...« (intervju)
- www.slobodnadalmacija.hr – Đelo Jusić kod Mosora (razgovor s Miloradom Bibićem)
- Discogs - Diskografija Đela Jusića
- https://www.hds.hr/clan/jusic-delo/ - Hrvatsko društvo skladatelja - Đelo Jusić